# Edmund Mortimer, 5:e earl av March
Edmund Mortimer, född 6 november 1391, död 18 januari 1425, 5:e earl av March och 7:e earl av Ulster, var som liten under en kort tid tronföljare till Rikard II av England.

## Familj
Edmund var son till Roger Mortimer och Eleanor de Holland, dotter till Thomas Holland, earl av Kent och Alice Fitzalan. Alice var i sin tur dotter till Rikard Fitzalan, earl av Arundel och Eleanor av Lancaster.
På faderns sida var han ättling till Edvard III av England genom Edvards andre son Lionel av Antwerpen. Eftersom huvudlinjen genom kung Rikard II saknade avkomma, stod Edmunds far, Roger Mortimer, närmast i successionsordningen och utsågs till tronföljare 1385.
Edmund var även yngre bror till Anne Mortimer, som gifte sig med deras kusin Rikard, earl av Cambridge, också han en ättling till Edvard III genom dennes yngre son Edmund av Langley.

## Tronföljare
Edmund Mortimers far dog i strid i Irland 20 juli 1398 och Edmund, som då var sju år gammal, ärvde faderns titlar och egendomar och blev den nye tronföljaren. 
30 september 1399 avsattes och fängslades Rikard II av anhängare till huset Lancaster under ledning av Henrik Bolingbroke som kunde utropa sig till kung Henrik IV. Den unge earlen av March och hans bror Roger hölls därefter i förvar av Henrik IV, som dock behandlade dem väl. Till tronföljare och prins av Wales utsåg den nye kungen sin son Henrik av Monmouth, den blivande Henrik V.

## Uppror mot Bolingbroke
Henry Percy, 1:e earl av Northumberland och hans son Henry "Harry Hotspur" Percy hade understött Henrik Bolingbroke med att avsätta Rikard II men vände sig nu emot den nye kungen. Sommaren 1403 inleddes ett uppror som dock omgående led ett svårt nederlag mot kungens trupper under Slaget vid Shrewsbury där Harry Hotspur stupade och hans farbror Thomas Percy, 1:e earl av Worcester som också ledde rebellstyrkorna, tillfångatogs och avrättades.
Edmund och Roger Mortimers farbror, sir Edmund Mortimer (1376–1409), tillsammans med den walesiska rebelledaren Owen Glendower och earlen av Northumberland enades i februari 1405 om ett förslag där kungariket skulle delas mellan dem i tre delar. Troligen ingick det i denna plan att earlen av March skulle befrias från kungen och föras till Wales. Den 13 februari lyckades bröderna föras bort från Windsor Castle men det tog inte så lång tid innan de blev infångade igen. Den 1 februari 1406 blev de flyttade till Pevensey Castle och satta under striktare bevakning. 1409 placerades de i prinsens av Wales tillsyn, där de blev kvar under resten av Henrik IV:s regeringstid.

## Henrik V:s regeringstid
Då Henrik V tillträdde tronen 1413 frigavs Edmund Mortimer, och fick fri tillgång till sina egendomar. Han och brodern Roger blev utsedda till Knights of the Bath dagen före kröningen. Troligen dog Roger Mortimer strax därefter då han inte återfinns i senare källor.
Edmund Mortimer fortsatte att vara kungen trogen. Undantaget var konspirationen 1415 som var tänkt att placera Mortimer på tronen. Där spelade hans svåger och kusin Rikard, earl av Cambridge huvudrollen. Mortimer ska ha kontaktats av konspiratörerna under de slutgiltiga förberedelserna inför kuppen, men efter tio dagar valde han att informera kungen om hotet. Detta ledde till att Rikard av Cambridge greps och avrättades för förräderi. Mortimer, som själv blivit benådad av kungen, var med i kommissionen som bestämde om dödsstraffet över hans svåger.
Åren 1414–1422 deltog Edmund Mortimer i ett flertal av kungens fälttåg i Frankrike.

## De sista åren
Efter att kung Henrik V avlidit 1422 blev Edmund Mortimer medlem i den då blott nio månader gamla Henrik VI av England:s förmyndarregering.
1423 blev Mortimer utsedd till kungens ställföreträdare på Irland. Mer eller mindre tvingad att lämna England avled han i januari 1425, troligen i pesten, på Trim Castle i Irland.
Edmund Mortimer lämnade ingen avkomma. Systersonen, Rikard Plantagenet (blivande Hertigen av York), ärvde titeln earl av Ulster samt Mortimers egendomar.